# Koigi (Rapla)
Koigi – wieś w Estonii, w prowincji Rapla, w gminie Rapla.